# Syriacka Rada Wojskowa
Syriacka Rada Wojskowa, MFS (syr. ܡܘܬܒܐ ܦܘܠܚܝܐ ܣܘܪܝܝܐ; arab. ‏المجلس العسكري السرياني السوري‎) – milicja asyryjska działająca na terenach wschodniej Syrii, założona 8 stycznia 2013 w celu ochrony chrześcijańskiej ludności asyryjskiej oraz walki o jej prawa narodowe.
Ugrupowanie działa przede wszystkim na terenach muhafazy Al-Hasaka (aktualnie tereny Demokratycznego Systemu Federalnego Północnej Syrii), gdzie znajduje się największe skupisko Asyryjczyków w Syrii.

## Historia
Chociaż MFS jest organizacją teoretycznie niezależną, od początku swojego istnienia ściśle współpracuje z kurdyjskimi Powszechnymi Jednostkami Ochrony (YPG) oraz wspiera władze Rożawy w dążeniach do uzyskania niepodległości. W 2014 oddało się pod rozkazy naczelnego dowództwa YPG. MFS razem z kurdyjskimi siłami uczestniczyła w wielu kampaniach skierowanych przeciwko Państwu Islamskiemu, Frontowi an-Nusra, a także innym islamistycznym ugrupowaniom syryjskiej opozycji, jak również korzystała z ich wsparcia przy obronie Asyryjskiej ludności przed islamistami.   

## Organizacja
11 października 2015 MSF stało się jednym z członków założycieli kierowanych przez YPG Demokratycznych Sił Syryjskich, stanowiących koalicję kilkudziesięciu milicji działających na terenie północnej Syrii, które reprezentują wiele grup etnicznych (m.in. Arabów, Asyryjczyków, Ormian, Turkmenów, Czerkiesów, Czeczenów) i religijnych (m.in. sunnitów, chrześcijan, jezydów).   
We wrześniu 2015 MFS, wzorując się na Kobiecych Jednostkach Ochrony (utworzonych w ramach YPG), sformowało Kobiece Oddziały Ochrony Betnahrain, w skład których wchodzą wyłącznie kobiety.